# 松江区烈士陵园
松江区烈士陵园是位於中華人民共和國上海市松江區车墩镇的一個烈士陵園。陵园占地30.127亩，设有纪念碑，碑高20米，纪念碑平台900平方米，碑体上黑底金字“死难烈士万岁”是毛泽东的手迹。园内还设有1800平方米的祭奠广场，2000平方米的祭奠广场和1652平方米的纪念馆、约900平方米的墓区。松江烈士陵园內埋葬172位人士。

## 歷史
1957年9月，松江县人民委员会在县苗圃内树立侯绍裘、姜辉麟烈士纪念碑，陈云、陆定一分别为烈士纪念碑题写碑文。文化大革命期間，紀念碑周围树木遭到破坏。1982、1983年，上海市民政局先后两次拨款，对烈士纪念碑进行改建。改建后占地面积1900平方米，墓碑高2.1米，配有120平方米的纪念平台。1986年5月，定名松江烈士陵园。1987年，松江县政府拨款，在陵园内增建3200平方米的烈士事迹陈列室、办公室、骨灰安放室等。1990年，县委、县政府决定移址扩建烈士陵园。1993年12月22日，占地面积2公顷的新烈士陵园建成。1999年11月10日，被上海市人民政府批准为上海市烈士纪念建筑物保护单位。2011年开始，历时两年，陵园整体改建。

## 上海消防烈士纪念园
上海消防烈士纪念园位于松江区烈士陵园内，是中華人民共和國首个以消防主题的烈士纪念园。2021年4月建成，占地面积15亩。在纪念园中轴线上依次有消防员群像雕塑、消防英烈纪念碑、镜面水池、纪念墙、生命之柱等纪念建筑物。消防英烈纪念碑高11.9米，象征着消防代号“119”，碑上镌刻着"赴汤蹈火为人民”七个大字。纪念碑呈方柱形。纪念墙后的草地上竖立着42根高低不一的石柱，代表中華人民共和國上海的42位年龄各不相同的消防殉職人員，其中年龄最小的19岁，年龄最大的55岁。